# الأحداث (صحيفة)
الأحداث يومية وطنية جزائرية تصدر باللغة العربية.

## وصلات خارجية
- الموقع الرسمي لجريدة الأحداث.